# Christoph August Traxel
Christoph August Joseph Traxel, auch bekannt als August Traxel und unter den Pseudonymen Alberti, Victor Lenz, Moselmann, August Sänger, (* 1. August 1802 in Bitburg; † 7. Oktober 1839 in Mannheim) war ein deutscher Autor und Journalist.

## Leben
Datum 1836

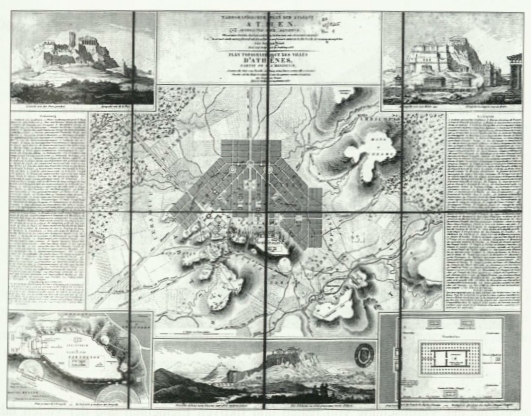
Archäologisch-topologischer Plan von Athen, 1836 von Traxel gefertigt

Christoph August Traxel entstammte väterlicherseits einer Familie von sogenannten „Bitburger Tirolern“, deren Vorfahren im 18. Jahrhundert aus Südtirol nach Bitburg eingewandert waren. Seine Mutter war Anna Maria Flügel aus Alf an der Mosel, der Vater hieß Franz Traxel und betrieb eine Gastwirtschaft. Ein Jahr nach dessen Tod im Jahre 1815 heiratete die Mutter von zwei Söhnen – Christoph und der 1806 geborene Mathias – den Kölner Baumeister Johann Hugo Krakau; die Familie zog nach Köln in das Haus Thieboldsgasse 33 in der Innenstadt. Nach dem Besuch der Volksschule in Bitburg wechselte Christoph August Traxel mutmaßlich zunächst auf das Gymnasium in Trier und dann auf ein Gymnasium in Köln. Anschließend studierte er für kurze Zeit Architektur und Philosophie in Bonn. Der folgende Lebensweg von Traxel ist im Detail bekannt: Er wurde als Autor und Journalist tätig und verstieß immer wieder gegen die preußische Zensur oder lehnte sich gegen die Obrigkeit auf. Daher wurde er spätestens ab 1823 aufmerksam vom preußischen Staat beobachtet, und es liegen zahlreiche Berichte der Behörden und der Polizei über ihn vor.
Ab 1822 wohnte Traxel wieder in Köln, wo 1823 sein erster Gedichtband Minnelieder und Wahrheitsklänge erschien. In den folgenden Jahren verfasste er vorrangig parodistisch-satirische Prosa, Lyrik und Dramatik, später journalistische Berichte und Reisebeschreibungen. 1824 leistete er seinen Militärdienst beim Kaiser Alexander Garde-Grenadier-Regiment Nr. 1 in Berlin ab; sein Versuch, diesen zu verweigern, blieb ohne Erfolg. 1824 schrieb er eine Hymne auf Napoleon und ein satirisches Gedicht für die Zeitschrift Colonia, in dem er sich über das preußische Militär lustig machte und die deshalb verboten wurde. Er selbst wurde verhaftet und musste ein halbes Jahr Festungshaft in Magdeburg verbüßen. 1825 zog Traxel nach Mülheim (heute Köln-Mülheim) und arbeitete unter anderem für das Kölnische Unterhaltungsblatt. Ab 1827 studierte er an der Berliner Bauakademie und war anschließend als Journalist und Privatgelehrter in Köln tätig. 1832 wurde er wegen der angeblichen Beteiligung an einer Verschwörung und der Veröffentlichung antipreußischer Artikel in französischen Zeitungen erneut verurteilt, dieses Mal zu fünf Jahren Festung und im Jahr darauf nochmals zu sechs Monaten.
Es gelang Christoph August Traxel, nach Paris zu fliehen, wo er Heinrich Heine und Ludwig Börne kennenlernte. Er trat dort dem Deutschen Volksverein bei und arbeitete nach dessen Auflösung im Jahre 1834 bei der Zeitschrift Der Geächtete des Bundes der Geächteten mit. Er war Pariser Korrespondent der von Brockhaus in Leipzig herausgegebenen Blätter für literarische Unterhaltung und der Dresdner Abend-Zeitung.  1833 wurden seine Schauspiele veröffentlicht, über die der Rezensent namens χυϱ der Jenaischen Allgemeinen Literaturzeitung befand, dass „unter allen Seltsamkeiten [...] ist doch noch Niemand darauf verfallen, Shakespear (sic!) und die französischen Melodramatiker in einem Tiegel zusammenzuwerfen, um einen neuen Kuchen daraus zu backen“. 1834/35 unternahm Traxel eine Studienreise nach Italien und Griechenland. Bis 1838 war er Mitarbeiter des Kölner Welt- und Staatsboten und 1839 Herausgeber und Chefredakteur der Zeitschrift Forum für Kunst, Literatur und Geschichte in Paris, die allerdings nur drei Mal erschien.
Die Leipziger Allgemeine Zeitung des Judenthums bezeichnete Traxel unter dessen Pseudonym Victor Lenz als „ärgsten und gehässigsten Judenfeind“. So sprach er sich zwar entschieden für die „Emanzipation“ der Juden aus, aber nur um diese zu „nötigen“, „dem Judaismus zu entsagen“ und einer anderen – christlichen oder heidnischen – Konfession beizutreten, oder aber „blos mit Sack und Pack“ das Land zu verlassen. Er selbst erklärte, sein politisches Ziel sei ein „katholisch-monarchisches Europa“.
1837 ging Traxels bis dahin enge Arbeitsbeziehung mit Heinrich Heine in die Brüche, weil seine spitze Zunge auch vor dem Freund nicht Halt gemacht hatte. Er stellte sich in Berlin den Strafverfolgungsbehörden, wurde zwar amnestiert, aber anschließend in der „Irrenabteilung“ der Charité untergebracht. In einem Brief an den Schriftsteller Heinrich Laube berichtete der Abteilungsdirektor, der Psychiater Karl Wilhelm Ideler, Traxel bilde sich ein, von einem Komplott erbitterter Feinde verfolgt zu werden, die ihm nach dem Leben trachteten und deshalb seine Wärter bestochen hätten, ihm Gift unter die Speisen zu mischen; eine vollständige Heilung sei aber zu erhoffen. Nach seiner Entlassung machten die Zensurbehörden es Traxel nahezu unmöglich, seine Beiträge veröffentlichen zu lassen. Zuletzt wollte er sich in Österreich niederlassen, wurde dort aber ausgewiesen, weil er auf einer „Liste der Demagogen“ stand.
Christoph August Traxel starb im Oktober 1839 im Alter von 37 Jahren in Mannheim während einer Reise, mutmaßlich an einem „heftigen Nervenfieber“, wie die damaligen Zeitschriften berichteten: „Die kalte unerbittliche Hand des Todes hat der Stirn der deutschen Literatur ein junges frisches Lorbeerblatt entrissen und es in den kühlen Schooß (!) der Erde gepflanzt. Am 7. Oktober Abends starb zu Mannheim der durch seine zahlreichen Schriften […] in ganz Deutschland und Frankreich bekannte Publicist August Traxel, der unter seinem Pseudonamen Victor Lenz einer der geistvollsten und thätigsten Mitarbeiter fast aller deutschen Zeitungen war.“ Die Allgemeine Literatur-Zeitung schrieb indes in ihrem Nachruf über Traxel, dieser sei durch die „unglücklichen Schicksale seines Lebens“ wie durch die „meist verunglückte Schriftstellerei in verschiedenen Fächern“ bekannt geworden. Im Jahr nach seinem Tod erschien die von ihm verfasste Broschüre Das katholische Europa oder Erhaltung, Fortschritt, Friede und Freiheit, die, wie der Rezensent im Repertorium der gesamten deutschen Literatur schrieb, von einer „Sehnsucht nach gemüthlicheren Zuständen“ durchzogen sei, die Annahme des „unglücklichen Traxel“, dass dieser erwünschte Zustand mit dem Katholizismus im Zusammenhang stehe, von diesem aber nicht bewiesen worden sei.

## Werke (Auswahl)
- Gedichte und Erzählungen. 1822 in der Zeitschrift Colonia Köln.
- Minnelieder und Wahrheitsklänge. Köln 1823.
- Kölner Carnevalsalmanach 1830. Köln 1829. Hrsg. mit J.B. (Bernhard) Rave.
- Schauspiele, Erster Theil. Enthaltend: Frauengröße. Schauspiel in 5 Akten. Heinrich V. Melodrama in 3 Akten, J. W. Dietz, Köln 1832. (eingeschränkte Vorschau in der Google-Buchsuche).
- Briefe aus Frankreich. 1833.
- Memoiren eines Flüchtlings. 1835.
- Mit Charles Gavard: Topographischer Plan der Staedte Athen, Abtheilung der Hafenstadt Pireus : Wie sie unter Pericles, Hadrian und den Türken war, wie sie ist und sein wird / Partie des ports du Pirée. Dessiné sur les lieux et comparé avec les auteurs anciens et modernes par Auguste Traxel, Paris et Stuttgard, au printemps 1836.
- Anarchus Germanikos oder die Kreuzzüge eines Cosmopoliten. 1836 und 1838.